# Аруба на летних Олимпийских играх 1996
Аруба принимала участие в Летних Олимпийских играх 1996 года в Атланте (США) в третий раз за свою историю, но не завоевала ни одной медали.

## Результаты соревнований

### Велоспорт

#### Шоссейный велоспорт
Спортсменов — 1
Мужчины
| Соревнование    | Спортсмен     | Время | Место | Отставание |
| --------------- | ------------- | ----- | ----- | ---------- |
| Групповая гонка | Люсьен Дирксз | DNF   | DNF   | DNF        |